# Reitwein
Reitwein ist eine Gemeinde im Landkreis Märkisch-Oderland (Brandenburg). Sie wird vom Amt Lebus verwaltet. Die an der Oder verlaufende östliche Gemeindegrenze bildet gleichzeitig die deutsche Grenze zur Republik Polen.

## Geografie

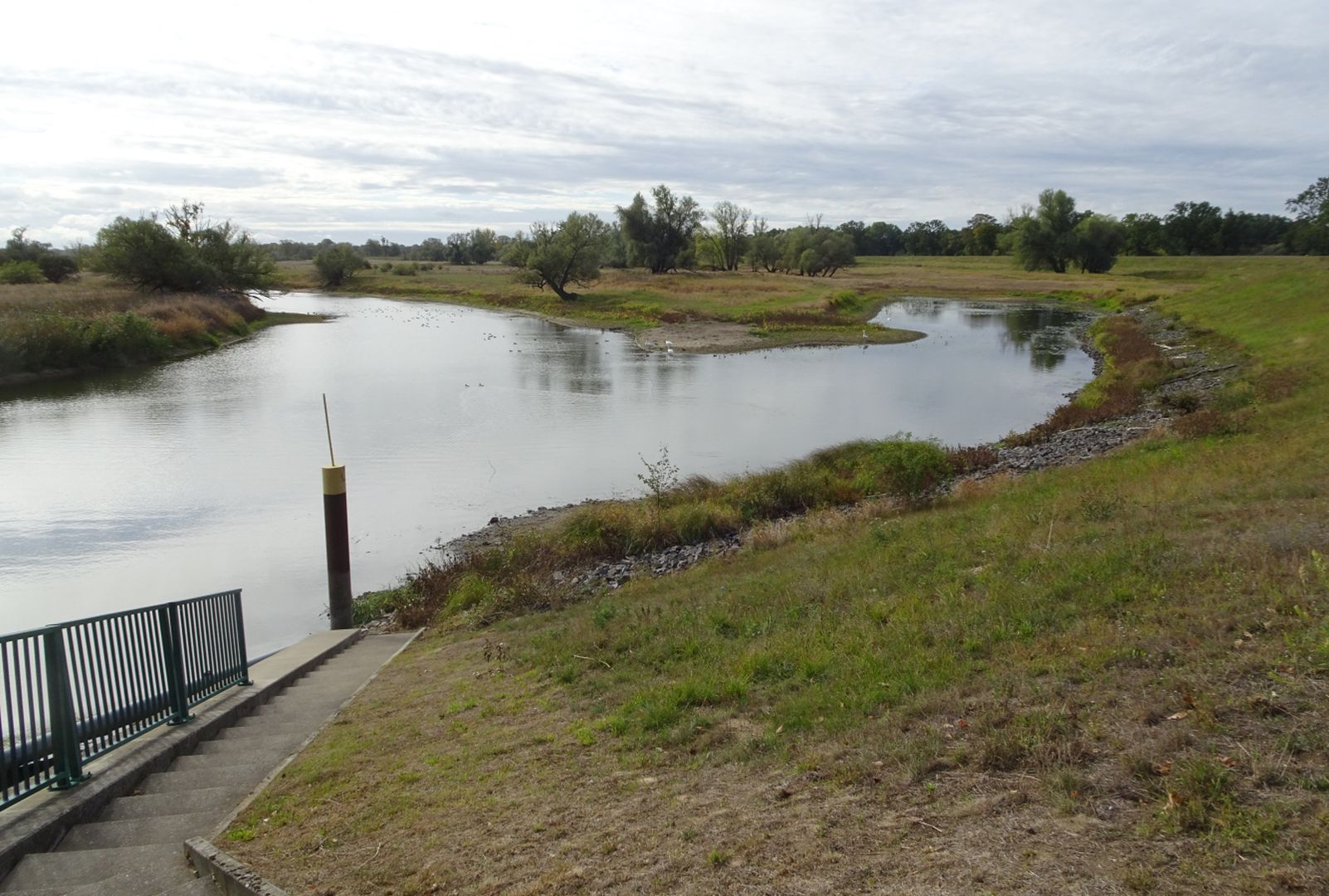
Durchleiter Reitwein an der Oder

Reitwein am Südrand des Oderbruches liegt am nördlichen Ende des Reitweiner Sporns, auch Reitweiner Nase genannt. Es handelt sich dabei um eine langgezogene Hügelkette, die steil zum Oderbruch abfällt. Entstanden ist sie als Prallhang der Uroder. Der Boden ist lehmig, und das Gebiet ist von kleinen Tälern durchzogen. Dadurch gibt es kleinräumig sehr unterschiedliche Vegetation: vom schattigen Laubmischwald mit vielen Frühjahrsblühern (Kleines Schneeglöckchen, Windröschen, Lungenkraut, Maiglöckchen, Schattenblumen, echte Schlüsselblume usw.) bis zu Trockenrasen mit den für das Gebiet berühmten Adonisröschen. Auch finden sich hier seltene Tierarten wie Biber, Kranich und Schwarzstorch.
Einige Wanderwege durchziehen den Reitweiner Sporn, besonders die Frankfurter Straße, eine alte Handelsstraße. Ein Teil dieser alten Handelsstraße ist ein Hohlweg. Bis zum Bau der neuen befestigten Chaussee (heutige B112) war sie Teil der direkten und kürzesten Verbindung zwischen Frankfurt (Oder) und Küstrin.
Nachbargemeinden
Angrenzende Gemeinden sind Podelzig, Alt Tucheband, Küstriner Vorland und die Stadt Lebus. Nachbarort auf der polnischen Seite der Oder ist das ehemalige Göritz (Oder) (Górzyca).

## Gemeindegliederung
Zu Reitwein gehört der Wohnplatz Reitweiner Loose.

## Geschichte

### 14. bis 19. Jahrhundert

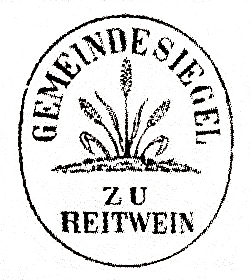
Reitweiner Siegel

1316 wurde der Ort erstmals in einer Urkunde als Ruthewyn genannt. Nach Heinrich Berghaus ist der Name wahrscheinlich abgeleitet von dem slawischen Wort Rutewina für Weg durch den Morast. Der Name lässt sich aber auch vom Wort rudowina = Raseneisenstein herleiten. Bis zur Trockenlegung des Oderbruchs unter Friedrich dem Großen war der Ort ein Fischerdorf. Das Fischereigewerbe war so bedeutend, dass selbst der Pfarrer es zum Nahrungszweck betrieb. Die Fischer des Ortes verkauften ihren Fischfang bis nach Müllrose.
Der Markgraf von Brandenburg Waldemar „der Große“ verkaufte Ruthewyn 1316 mit allem Zubehör, mit dem See Prisszenesken und 5 Pfund Pfeffer für 147 Mark Brandenburgischen Silbers an die Frankfurter Bürger Jacob von Gummer und Johann Schyele. Sie wurden damit zu gesamter Hand belehnt. Aber schon 1336 trat Markgraf Ludwig I. das Dorf Ruthewyn und den See Piscenige an den Stadtrat von Frankfurt (Oder) tauschweise gegen das halbe Dorf Tucheband und das halbe Dorf Maatzinova ab. Der See Prisszenesken oder Piscenige ist im Zuge der Eindeichung der Oder verschwunden.
Im Jahre 1414 erhielt Lorenz Beier, ein Frankfurter Ratsherr, Hebungen zu Ruthewyn neben den Orten Gusow und Platkow. Im gleichen Jahr wurde die erste Kirche erbaut deren Kirchenpatronat der Rat zu Frankfurt innehatte. Die Einwohner bezahlten für das Recht an Lebus 32 Schock Böhmische Groschen. Denn bisher war der Ort nach Lebus eingepfarrt. Lorenz Beier starb nach wenigen Jahren ohne Lehnserben.
1572 erhielt der Rat zu Frankfurt die landesherrliche Erlaubnis, sein Dorf Reuthwein im Tausch dem Caspar von Platow erblich zu überlassen und dafür seine Anteile am Dorf Booßen samt 500 Taler anzunehmen. Bei diesem Kauf blieb der Rat dem Kurfürsten lehnspflichtig wegen Reitwein und Caspar von Platow wurde Afterlehnsmann des Rates von Frankfurt. 1578 kauft er eine Hufe und Hof aus und wandelte seinen neuen Besitz in ein Rittergut.
Die Familie von Platow, welche auch Prötzel besaß, erhielt sich fast ein Jahrhundert den Besitz von Reitwein. Doch 1590 gewann der Hofmarschall Hans von Thümen den Ort als Pfandbesitz, den er auf seinen Sohn Hans Georg von Thümen weitervererbte.
1666 kaufte Joachim Erdmann von Burgsdorff aus der Linie Ratstock das Gut Reitwein. Das Reitweiner Schloss (Gutshaus) entstand zwischen 1697 und 1700 als zweigeschossiger Putzbau mit einem reich ornamentiertem Hauptportal. Friedrich der Große verbrachte auf dem Schloss die Zeit unmittelbar nach der Niederlage in der Schlacht bei Kunersdorf im Jahr 1759. Auch schlug er sein Hauptquartier hier vor der Schlacht von Zorndorf auf. Ein anderer berühmter Gast war Theodor Fontane, der einen der fiktiven Handlungsorte seines historischen Romans Vor dem Sturm in der Nähe Reitweins ansiedelte.
Das Geschlecht Finck von Finckenstein übernahm das Schloss 1842 und baute es in der Folgezeit aus und legte einen englischen Park an. Durch Heirat 1842 der Erbtochter Erdmuth Amalie von Burgsdorff mit dem Grafen Rudolf Finck von Finckenstein (1813–1886) kam der Ort im Jahr 1849 nach ihrem Tod an ihren Gemahl. Günther Graf Finck von Finckenstein wird dann 1879 im erstmals amtlich publizierten Generaladressbuch der Ritterguts- und Gutsbesitzer für das Königreich Preussen, Provinz Brandenburg, als Eigentümer des Rittergutes Reitwein mit Ziegelei, auf 756 ha ausgewiesen, davon 150 ha Wald.

### Zweiter Weltkrieg

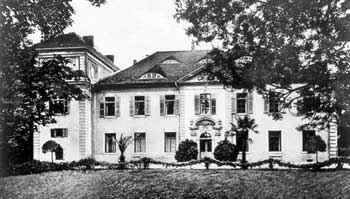
Schloss Reitwein vor 1945

Letzter Gutsbesitzer auf Reitwein war der Oberstleutnant Curt von Wittich (1873–1952), Sohn des Generaloberst im Feldmarschallsrang, Adolf von Wittich. Curt von Wittich hatte 1919 in Reitwein Gertrud Graf Finck von Finckenstein geheiratet, die Tochter des Hauses. Wittich war auch Rechtsritter des Johanniterordens, Mitglied dort seit 1918. Das Ehepaar von Wittich-Reitwein hatte zwei Töchter und drei Söhne, die alle im Schloss geboren wurden.
Zum Ende des Zweiten Weltkriegs erreichten im Laufe des 2. Februar 1945 die ersten sowjetischen Truppen den Ort Reitwein. Sie konnten aber noch durch deutsche Verstärkungen und eine auf dem Reitweiner Gut weilende Einheit des Reichsarbeitsdienstes aus dem Ort zurückgedrängt werden. Dies ermöglichte die Flucht eines großen Teils der Einwohner. Teile der Gehöfte von Reitweiner und Göritzer Loose außerhalb des Ortes und die bewaldeten Reitweiner Höhen wurden aber von den sowjetischen Kräften gehalten und laufend verstärkt. Im April 1945 war die Umgebung Reitweins Schauplatz erbitterter Kämpfe während der Schlacht um die Seelower Höhen. Auf deutscher Seite kämpfte die Panzergrenadier-Division „Kurmark“ mit Einheiten der Kriegsschulen aus Potsdam (Grenadier-Regiment 1234) und Dresden (Grenadier-Regiment 1235) um Reitwein. Laufgräben und Erdbunker auf dem Reitweiner Sporn sind noch heute erhalten und stehen zum Teil unter Denkmalschutz.
Dazu zählt der sowjetische Gefechtsstand der 8. Gardearmee (vormals 62. Armee) unter dem Befehlshaber Wassili Tschuikow, von dem er zusammen mit dem Befehlshaber der 1. Weißrussischen Front Georgi Schukow den Sturm auf die Seelower Höhen führte.

### Reitwein nach 1945

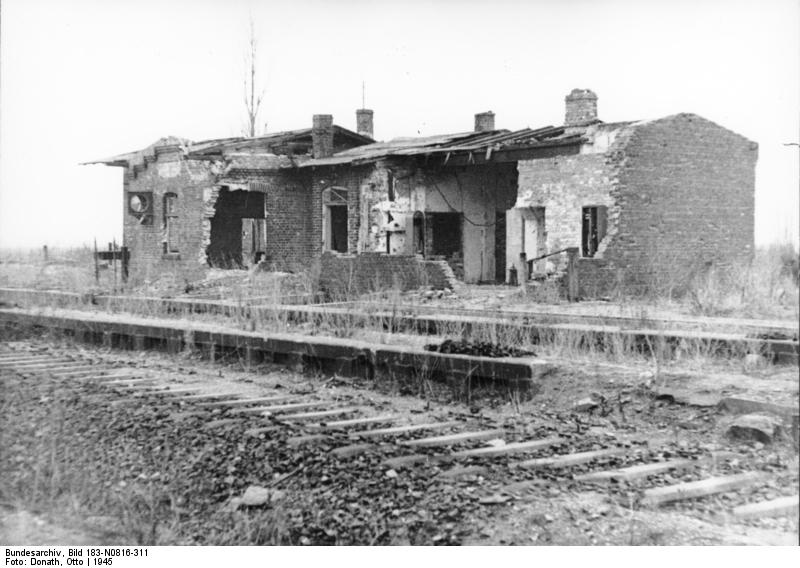
Zerstörter Bahnhof von Reitwein (1945)

Das im Zweiten Weltkrieg leicht beschädigte Schloss wurde 1962 von den örtlichen Behörden abgerissen und die Fläche komplett eingeebnet. Heute erinnern Schautafeln sowie eine Hecke an die Umrisse des Schlosses.
Reitwein gehörte seit 1817 zum Kreis Lebus in der Provinz Brandenburg und ab 1952 zum Kreis Seelow im DDR-Bezirk Frankfurt (Oder). Seit 1993 liegt die Gemeinde im brandenburgischen Landkreis Märkisch-Oderland.

### Oderhochwasser
1947
In der Nacht zum 22. März bildete das Treibeis infolge des Eisganges in der Nähe des Umflutkanals bei Küstrin-Kietz eine Eisbarriere. Sie staute binnen kurzer Zeit riesige Wassermengen, die den Oderdeich nördlich von Reitwein an 2 Stellen in einer Länge von über 100 m überfluteten. Das Hochwasser erreichte sogar das mehrere Kilometer vom Fluss entfernte Bad Freienwalde (Oder). Mehr als 20.000 Menschen wurden damals obdachlos. Im Zuge des Wiederaufbaus des zerstörten Oderdammes 1947 wurde auch eine Feldbahn eingesetzt. Sie machte den Transport der Sandmassen möglich, die am Reitweiner Sporn abgebaut wurden. Noch heute ist die Deichauffahrt der Kleinbahn am Reitweiner Triftweg deutlich erkennbar.
1997
Während des Oderhochwassers 1997 bildete der Deich bei Reitwein eine besonders kritische Stelle. Am 29. Juli wurde bei Deichkilometer 4,8 und 5,2 ein kritischer Riss (0,5 m breit, 50 m lang) in der Deichberme erfolgreich verbaut. Dazu wurden auch Bundeswehr-Hubschrauber zum Sandsacktransport eingesetzt. In der Nacht zum 1. August 1997 wurde mit dem Bau eines Notdeichs bei Reitwein begonnen. Hierzu waren in den ersten Stunden ca. 80 LKW der Straßenbauverwaltung Brandenburgs für die Errichtung des Querdeiches im Einsatz. Der Bau des Notdeiches
wurde vorzeitig beendet und im folgenden Jahr zurückgebaut. Im Volksmund bekam der Schutzdamm den Namen Meyerdamm in Anspielung auf Hartmut Meyer, den damaligen brandenburgischen Minister für Stadtentwicklung, Wohnen und Verkehr.

### Eingemeindungen
Nach Reitwein eingemeindet wurden die Gemeinden Reitweiner Loose, die Hathenower Wiesen (1959) und das Odervorwerk samt Göritzer Loose sowie ein Großteil der Wuhdener Loose (1. Juli 1950).

## Bevölkerungsentwicklung
| Jahr | Einwohner |
| ---- | --------- |
| 1875 | 0 957     |
| 1890 | 1 006     |
| 1910 | 0 831     |
| 1925 | 0 909     |
| 1933 | 0 857     |
| 1939 | 0 835     |

| Jahr | Einwohner |
| ---- | --------- |
| 1946 | 0 859     |
| 1950 | 1 100     |
| 1964 | 0 788     |
| 1971 | 0 775     |
| 1981 | 0 577     |
| 1985 | 0 525     |

| Jahr | Einwohner |
| ---- | --------- |
| 1990 | 509       |
| 1995 | 475       |
| 2000 | 534       |
| 2005 | 535       |
| 2010 | 503       |
| 2015 | 463       |

| Jahr | Einwohner |
| ---- | --------- |
| 2020 | 459       |
| 2021 | 449       |
| 2022 | 456       |
| 2023 | 468       |
| 2024 | 458       |

Gebietsstand des jeweiligen Jahres, Einwohner: Stand 31. Dezember (ab 1991), ab 2011 auf Basis des Zensus 2011, ab 2022 auf Basis des Zensus 2022

## Politik

### Gemeindevertretung
Die Gemeindevertretung von Reitwein besteht aus acht Gemeindevertretern und dem ehrenamtlichen Bürgermeister. Die Kommunalwahl am 26. Mai 2019 führte zu folgendem Ergebnis:
| Wählergruppe                          | Sitze 2008 | Sitze 2014!! Sitze 2019 | Stimmenanteil 2019 |        |
| ------------------------------------- | ---------- | ----------------------- | ------------------ | ------ |
| Freunde des Sports                    | 2          | 2                       | 2                  | 28,2 % |
| Soziales                              | 1          | 2                       | 2                  | 26,5 % |
| Aktiv für Reitwein                    | –          | –                       | 2                  | 24,2 % |
| Feuerwehr                             | 1          | 1                       | 1                  | 09,6 % |
| Einzelbewerber Michél Schröder        | –          | –                       | 1                  | 06,4 % |
| Einzelbewerber Paul-Christoph Richert | –          | 1                       | –                  | 05,1 % |
| Pro Reitwein                          | 3          | 2                       | –                  | –      |
| Einzelbewerber Kurz                   | 1          | –                       | –                  | –      |
| Insgesamt                             | 8          | 8                       | 8                  | 100 %  |

### Bürgermeister
- 1990–1993: Jürgen Schulz[29]
- 1993–2008: Karl-Friedrich Tietz[30]
- 2008–2014: Renate Kurz[31]
- 2014–2019: Karl-Friedrich Tietz (Pro Reitwein)[32]
- seit 2019: Detlef Schieberle (Freunde des Sports)[33]

Schieberle wurde in der Bürgermeisterwahl am 9. Juni 2024 mit 62,9 % der gültigen Stimmen für eine weitere Amtszeit von fünf Jahren zum ehrenamtlichen Bürgermeister wiedergewählt.

## Sehenswürdigkeiten und Kultur

### Bauwerke
- Slawische Burgwallanlage aus dem 7. Jahrhundert (Reitweiner Wallberge)
- Neugotische Dorfkirche am Fuße des Reitweiner Sporns, erbaut 1857/1858 nach Plänen Friedrich August Stülers, 1945 zerstört, Ruine in den 1990er Jahren gesichert, der Turm 1998/1999 restauriert und mit neuer Spitze versehen
- Diplomatentreppe am Oderdeich
- Schwarze Küche im Fischerhaus
- Ältester Damm im Oderbruch aus dem 16. Jahrhundert[35]

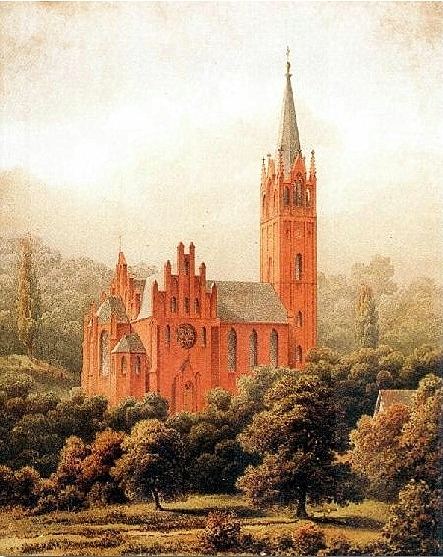
Stülerkirche
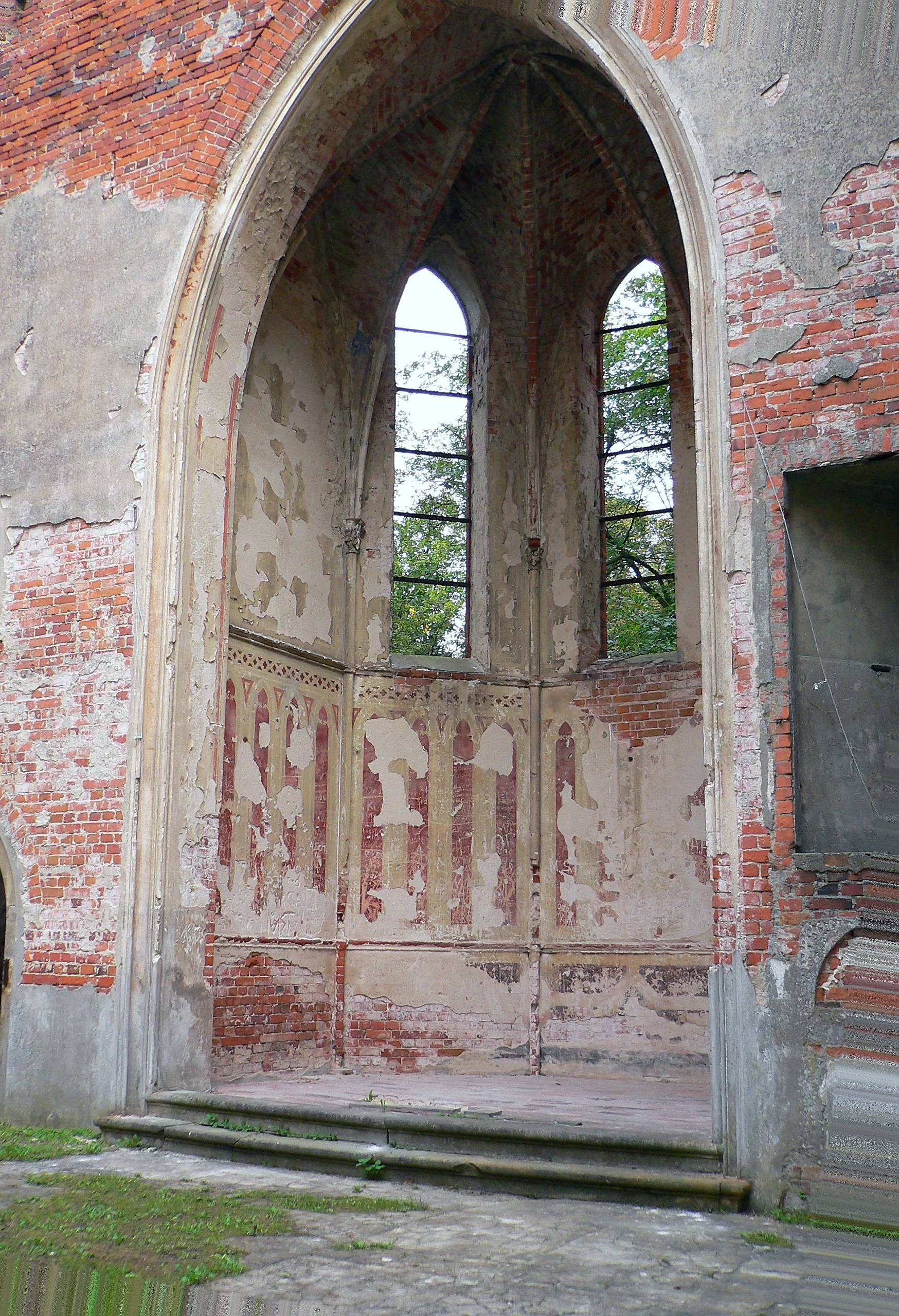
Stülerkirche, Blick in die Apsis der Kirchenruine
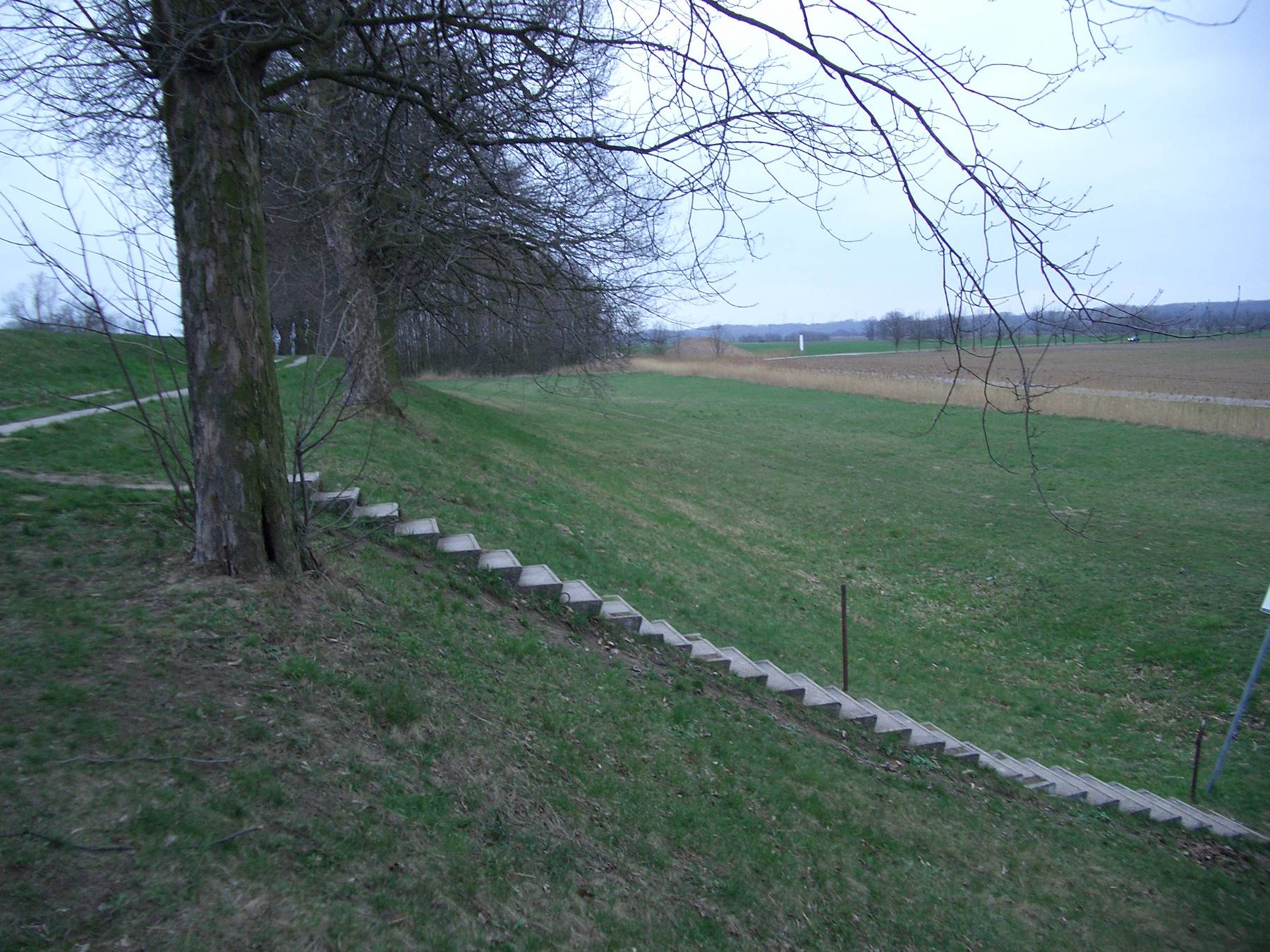
Diplomatentreppe

### Gedenkstätten
- Gedenkstein Oderhochwasser 1997
- Gedenkstein Dammbruch 1947

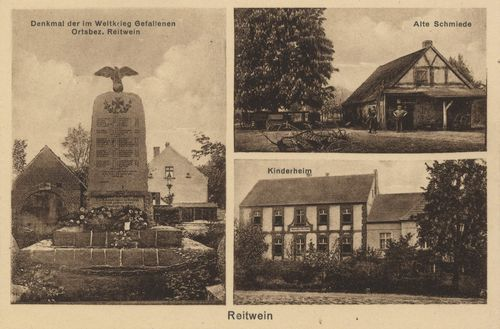
Reitweiner Ansichten um 1900, links das Kriegerdenkmal

- Grabanlage der Familie Finck von Finckenstein auf dem Ortsfriedhof
- Kriegerdenkmal 1914/18 Reitweins
- Kriegerdenkmal 1870/71 Reitweins
- Gedenkstätte für die im Zweiten Weltkrieg in und um Reitwein gefallenen deutschen Soldaten (von 61 Toten sind 34 namentlich bekannt)[36] und Flüchtlingen auf dem Ortsfriedhof[37]
- Gedenkstätte für die im Zweiten Weltkrieg gefallenen Söhne und Väter aus Reitwein auf dem Ortsfriedhof[38]
- Sowjetische Kriegsgräberstätte Reitwein (Zweiter Weltkrieg) mit ca. 3000 Gefallenen

### Regelmäßige Veranstaltungen
- Reitweiner Heiratsmarkt (Wochenende nach Pfingsten), organisiert vom SV Rot-Weiß Reitwein als mitgliederstärkstem Verein in Zusammenarbeit mit dem Anglerverein Zur alten Oder Reitwein, dem Heimatverein Reitweiner AnSporn, dem Siedler- und Kleintierzüchterverein, dem Verein für Kirchenbau und Heimatgeschichte Reitwein sowie der Volkssolidarität Reitwein
- Sommerkonzerte in der Kirchenruine[39]
- „LIVE in Reitwein“ – Blues-Rock-Partys[40]

## Wirtschaft und Infrastruktur

### Verkehr
Reitwein ist über die Landesstraße L 331 an die Bundesstraße 112 zwischen Manschnow und Lebus angebunden. Die Fährverbindung über die Oder nach Göritz wurde nach dem Zweiten Weltkrieg eingestellt.
In Reitwein gab es einen Haltepunkt der Bahnstrecke Küstrin-Kietz nach Frankfurt (Oder), die seit 1999 stillgelegt ist. 2006 wurden die Schienen demontiert.
Durch den Busverkehr Märkisch-Oderland ist der Ort mit Frankfurt (Oder) und der Kreisstadt Seelow täglich mehrmals verbunden.
In Reitwein treffen folgende Fernwege aufeinander:
- Europäischer Fernwanderweg E11
- Oder-Neiße-Radweg
- Theodor-Fontane-Radweg

### Bildung
Der Ort besitzt einen Jugendclub und einen örtlichen Kindergarten KiTa „Birkenschlösschen“.

### Weitere Infrastruktur
Im Ort ist eine Freiwillige Feuerwehr tätig.
2002/2003 erfolgte im Zuge der Sanierung der Oderdeiche der Neubau des Überleiters Reitwein (ehemalige Heberleitung Reitwein).
Die JAMAL-Europaleitung überquert hier die Oder und wird weiter zu der Verdichterstation in Mallnow geführt. Dort ist sie über die JAGAL-Erdgasleitung an das deutsche Ferngasnetz angebunden.
Ein Feldflugplatz für die Agrarfliegerei zur Zeit der DDR befindet sich gegenüber den Wallbergen im Bruch.
Durch die 1945 an die Oder verlegte deutsche Ostgrenze erhielt Reitwein eine Kaserne der Grenztruppen der DDR. In den letzten Jahren der DDR wurden die Gebäude als Nachrichtengerätelager der NVA genutzt. Nach der Wiedervereinigung ist die Anlage nach Übergabe an die Bundeswehr stillgelegt worden.

## Persönlichkeiten

### Söhne und Töchter des Ortes
- Günther Reichsgraf Finck von Finckenstein (1852–1923), Mitglied des Preußischen Herrenhauses, Deichhauptmann

### Mit Reitwein verbundene Persönlichkeiten
- Theodor Blätterbauer (1823–1906), Maler und Grafiker; verbrachte fünf Schuljahre in Reitwein

## Reitwein in der Literatur

### Theodor Fontane über Reitwein

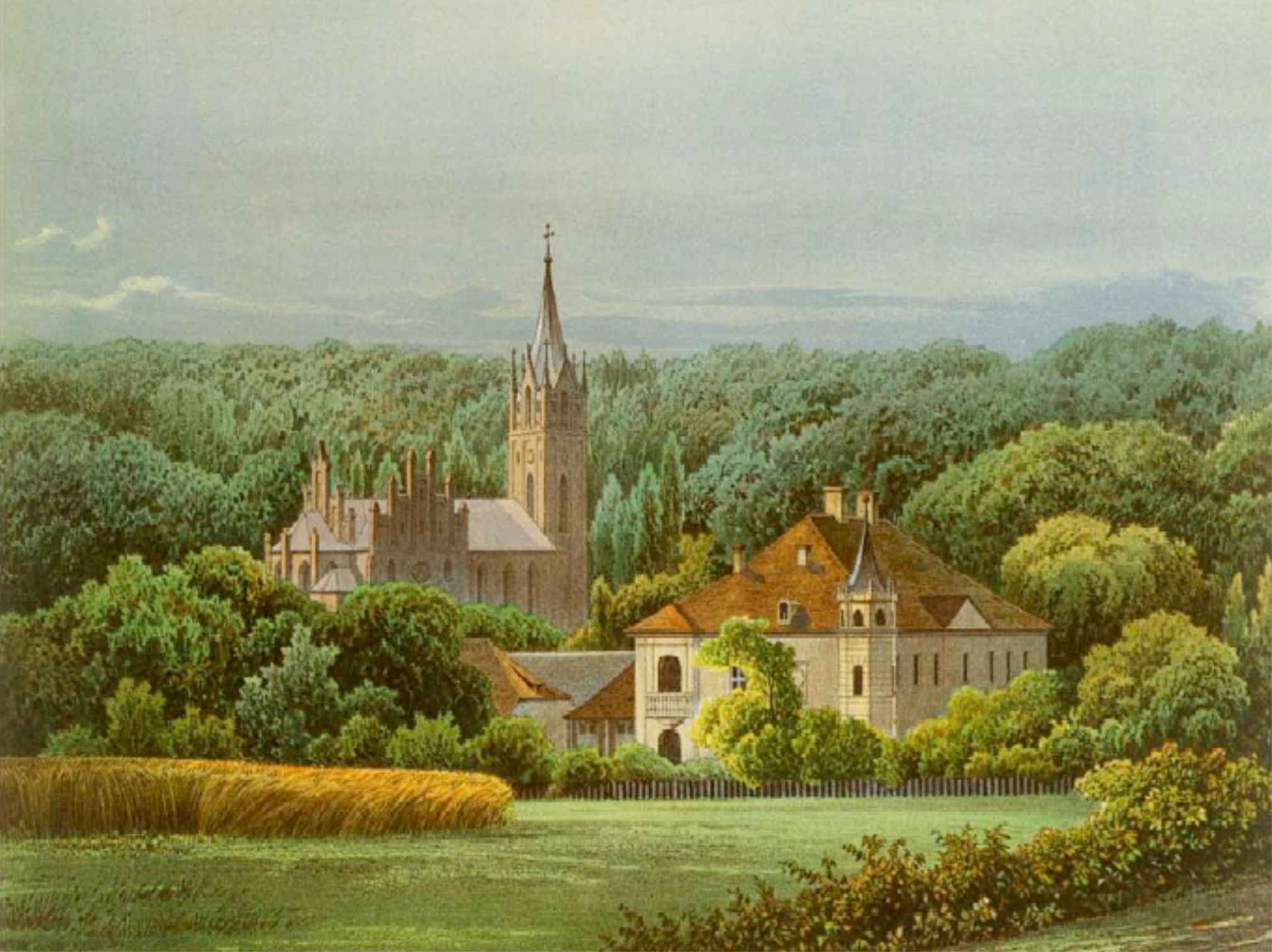
Stülerkirche mit Schloss im Vordergrund, Sammlung Alexander Duncker, um 1857/58

Auf seinen Wanderungen durch die Mark Brandenburg (Band 2, Das Oderland, 1863 erschienen) ging Fontane auch auf die reiche Geschichte von Reitwein ein.

„Auf dem Rücken Rittmeisters von Prittwitz, der ihn gerettet, schrieb er mit Bleistift die Worte an den Minister Finkenstein: »Alles ist verloren, retten Sie die Königliche Familie; Adieu für immer.« Andern Tags nahm er Quartier in Reitwein, damals noch den Burgsdorfs gehörig. […] An diesen Plätzen führt uns jetzt unsere Fahrt vorüber. Ötscher, wiewohl nahe gelegen, verbirgt sich hinter Hügeln, desto malerischer treten Reitwein und Göritz hervor. Schöner freilich muß der Anblick dieses Bildes gewesen sein, als die alte Göritzer Kirche, ein berühmter Wallfahrtsort, auf der Höhe des Hügels lag und sich mit der Kirche von Reitwein drüben begrüßte.“

### Reitweiner Sage
„Als einst an einem schwülen Sommertage ein Schuster von der Messe in Frankfurt (Oder) heimkehrte und in der Nähe des Reitweiner Schloßberges sich gelagert hatte, vernahm er plötzlich wundersame Musik. Ein reichgekleideter Diener trat an ihn heran und lud ihn aufs Schloß ein, dessen Ruinen auf dem Berge standen. Der Schuster kam mit, wurde reichlich mit Speisen und Trank erquickt und schlief dann ein. Als er aufwachte, saß er wieder auf seinem Ausgangspunkt. Gedankenverloren trat er den Heimweg an. Zuhause kam ihm alles fremd vor. Niemand kannte den Fremdling mehr, keine Spur seiner Familie war mehr zu entdecken. Er hatte hundert Jahre im Reitweiner Schloßberg verschlafen.“